# Sendanghaji
Sendanghaji is een bestuurslaag in het regentschap Tuban van de provincie Oost-Java, Indonesië. Sendanghaji telt 1234 inwoners (volkstelling 2010).